# Hadena poliastis
Hadena poliastis är en fjärilsart som beskrevs av George Francis Hampson 1902. Hadena poliastis ingår i släktet Hadena och familjen nattflyn. Inga underarter finns listade i Catalogue of Life.